# Mestečko
Mestečko (Hongaars: Lednickisfalu) is een Slowaakse gemeente in de regio Trenčín, en maakt deel uit van het district Púchov.
Mestečko telt 514 inwoners.